# Walawa
Walawa – wieś w Polsce położona w województwie podkarpackim, w powiecie przemyskim, w gminie Orły.
| SIMC    | Nazwa   | Rodzaj    |
| ------- | ------- | --------- |
| 0607707 | Zatorze | część wsi |

Miejscowość jest siedzibą rzymskokatolickiej parafii Najświętszego Serca Pana Jezusa należącej do dekanatu Żurawica w archidiecezji Przemyskiej.
Wieś władyki przemyskiego położona była na przełomie XVI i XVII wieku w powiecie przemyskim ziemi przemyskiej województwa ruskiego. 
W II Rzeczypospolitej wieś w powiecie przemyskim w województwie lwowskim.
W 1945 ludność ukraińska z wioski została przesiedlona do ZSRR, a na jej miejsce osiedlono ekspatriantów z Biłki Królewskiej. W latach 1945–1946 nacjonaliści ukraińscy z OUN-UPA zamordowali tutaj 8 Polaków i 1 Ukraińca, paląc część gospodarstw.                                                  
W latach 1975–1998 miejscowość administracyjnie należała do województwa przemyskiego.
W XIX wieku we wsi znajdował się letni pałac greckokatolickich biskupów przemyskich. Zmarł tu i został pochowany biskup Aleksander Oleksowicz Krupecki.